# Cetatea, Constanța
Cetatea (în trecut Asârlâc, în turcă Asırlık) este un sat în comuna Dobromir din județul Constanța, Dobrogea, România. La recensământul din 2002 avea o populație de 241 locuitori.
Lângă acest sat a fost descoperită o inscripție potrivit căreia, în anii 177-178, Anternius Antoninus, tribunus cohortis I Cilicum, delimita teritoriul aparținând civitas Ausdecensium de cel al unei comunități indigene (de daci). Ausdecensii fuseseră mutați din munții Rodopi – în care se afla teritoriul lor originar - în sudul Dobrogei de astăzi, aparent împreună cu Bessi și Lai.